# Psittiparus ruficeps
A Psittiparus ruficeps a verébalakúak (Passeriformes) rendjébe, ezen belül az óvilági poszátafélék (Sylviidae) családjába tartozó, 19 centiméter hosszú madárfaj. Korábban a timáliafélék családjába (Timaliidae)  vagy a papagájcsőrűcinege-félék családjába (Paradoxornithidae) sorolták.
Bhután, Kína, India trópusi nedves hegyi erdeiben él. Többnyire rovarevő, de magokat is fogyaszt. Áprilistól októberig költ.

## Fordítás
- Ez a szócikk részben vagy egészben  a   White-breasted parrotbill című angol Wikipédia-szócikk fordításán alapul.  Az eredeti cikk szerkesztőit annak laptörténete sorolja fel. Ez a jelzés csupán a megfogalmazás eredetét és a szerzői jogokat jelzi, nem szolgál a cikkben szereplő információk forrásmegjelöléseként.